# مالبری (فلوریدا)
مالبری (به انگلیسی: Mulberry) شهری در شهرستان پولک ایالت فلوریدا است که در سال ۱۹۰۱ بنیان‌گذاری شده‌است. این شهر طبق سرشماری سال ۲۰۱۰ میلادی، ۳٬۸۱۷ نفر جمعیت داشته و مساحت آن نیز ۸٫۳ کیلومتر مربع است.